# INS Satavahana
L' INS Satavahana est une base école de la marine indienne à Visakhapatnam créée en 1974.

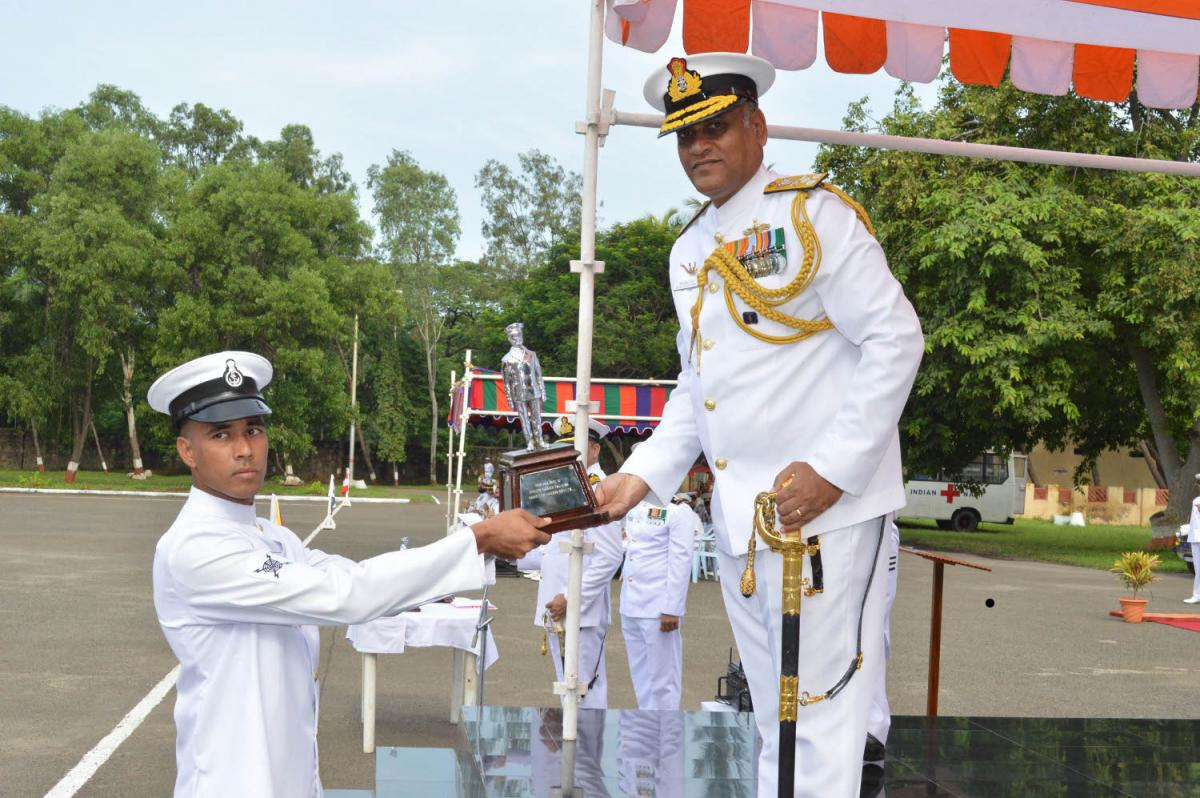
Remise de diplôme par le vice-amiral Bimal Verma.

## Enseignements
Elle se compose de la Kalvari Submarine Escape Training Facility appelé Vinetra,.